# Campionati dei piccoli stati d'Europa di atletica leggera 2016
I I campionati dei piccoli stati d'Europa di atletica leggera si sono svolti a Marsa, a Malta, l'11 giugno 2016 presso il M. Micallef St. John Stadium. Gli atleti hanno gareggiato in 22 specialità, 11 maschili e 11 femminili.

## Nazioni partecipanti
Hanno preso parte a questi campionati 18 nazioni (si aggiunge la Città del Vaticano che ha gareggiato fuori classifica):
- Albania
- Andorra
- Armenia
- Azerbaigian
- Bosnia ed Erzegovina
- Cipro
- Città del Vaticano
- Georgia
- Gibilterra
- Islanda

- Kosovo
- Liechtenstein
- Lussemburgo
- Macedonia del Nord
- Malta
- Moldavia
- Monaco
- Montenegro
- San Marino

## Risultati

### Uomini
| Specialità                                                                              | Oro                                                                               | Prestazione | Argento                                                                              | Prestazione | Bronzo                                                                   | Prestazione         |
| Corse piane                                                                             |                                                                                   |             |                                                                                      |             |                                                                          |                     |
| 100 m                                                                                   | Ari Bragi Karason Islanda                                                         | 10"66       | Paisi Dimitriadis Cipro                                                              | 10"86       | Kevin Moore Malta                                                        | 10"87               |
| 200 m                                                                                   | Ari Bragi Karason Islanda                                                         | 21"56       | Andrei Daranuta Moldavia                                                             | 21"79       | Kevin Moore Malta                                                        | 21"87               |
| 400 m                                                                                   | Alexandru Babian Moldavia                                                         | 47"62       | Yevgeniy Kasikov Azerbaigian                                                         | 47"80       | Georgios Avraam Cipro                                                    | 47"98               |
| 800 m                                                                                   | Musa Hajdari Kosovo                                                               | 1'48"43     | Christo Dimitriou Cipro                                                              | 1'50"01     | Ion Siuris Moldavia                                                      | 1'50"29             |
| 3 000 m                                                                                 | Amine Khadiri Cipro                                                               | 8'18"92     | Yervand Mkrtchyan Armenia                                                            | 8'20."22    | Nicolai Gorbusco Moldavia                                                | 8'22"29             |
| Corse a ostacoli                                                                        |                                                                                   |             |                                                                                      |             |                                                                          |                     |
| 110 m hs                                                                                | Rahib Mammadov Azerbaigian                                                        | 15"01       | Alexandr Cruselnitchii Moldavia                                                      | 15"14       | Solo 2 partecipanti                                                      | Solo 2 partecipanti |
| Salti                                                                                   |                                                                                   |             |                                                                                      |             |                                                                          |                     |
| Salto in alto                                                                           | Vasilios Konstantinou Cipro                                                       | 2,16 m      | Matteo Mosconi San Marino                                                            | 2,10 m      | Andrei Mîtîcov Moldavia                                                  | 2,10 m              |
| Salto in lungo                                                                          | Bachana Khorava Georgia                                                           | 8,02 m      | Izmir Smajlaj Albania                                                                | 7,57 m      | Kristinn Torfason Islanda                                                | 7,05 m              |
| Lanci                                                                                   |                                                                                   |             |                                                                                      |             |                                                                          |                     |
| Getto del peso                                                                          | Bob Bertemes Lussemburgo                                                          | 19,99 m     | Ivan Emilianov Moldavia                                                              | 18,81 m     | Ódinn Björn Þorsteinsson Islanda                                         | 18,38 m             |
| Lancio del disco                                                                        | Guðni Valur Guðnason Islanda                                                      | 60,05 m     | Andreas Christou Cipro                                                               | 57,80m      | Vladimir Tocari Moldavia                                                 | 54,89 m             |
| Staffette                                                                               |                                                                                   |             |                                                                                      |             |                                                                          |                     |
| Staffetta svedese                                                                       | Moldavia Alexandr Cruselnitchii Alexandru Babian Andrei Darabuta Andrei Sturmilov | 1:55.50     | Cipro Paisios Dimitriadis Georgios Avraam Andreas Chatzitheori Michalis Chrysostomou | 1:56.20     | Azerbaigian Kamran Asgarov Arif Abbasov Yevgeniy Kasilov Hakim Ibrahimov | 1:56.83             |
| record dei campionati; record nazionale; record personale; record personale stagionale. |                                                                                   |             |                                                                                      |             |                                                                          |                     |

### Donne
| Specialità                                                                              | Oro | Prestazione | Argento                                                               | Prestazione   | Bronzo                                                                           | Prestazione   |
| Corse piane                                                                             | |             |                                                                       |               |                                                                                  |               |
| 100 m                                                                                   | Alina Cravcenco Moldavia                                                                                      | 12"15       | non assegnato                                                         | non assegnato | Charlot Wingfield Malta                                                          | 12"20         |
| 100 m                                                                                   | Hrafnhild Hermodsdottir Islanda                                                                               | 12"15       | non assegnato                                                         | non assegnato | Charlot Wingfield Malta                                                          | 12"20         |
| 200 m                                                                                   | Hrafnhild Hermodsdottir Islanda                                                                               | 24"56       | Alina Cravcenco Moldavia                                              | 24"64         | Charlot Wingfield Malta                                                          | 24"93         |
| 400 m                                                                                   | Arna Stefania Gudmundsdottir Islanda                                                                          | 54"02       | Anna Berghii Moldavia                                                 | 54"80         | Thordis Eva Steinsdottir Islanda                                                 | 55"32         |
| 800 m                                                                                   | Anita Hinriksdottir Islanda                                                                                   | 2'01"71     | Anastasia Komarova Azerbaigian                                        | 2'04"86       | Natalia Evangelidou Cipro                                                        | 2'07"28       |
| 3 000 m                                                                                 | Martine Mellina Lussemburgo                                                                                   | 10'09"56    | Meropi Panagiotou Cipro                                               | 10'11"90      | Lisa Marie Bezzina Malta                                                         | 10'12"58      |
| Corse a ostacoli                                                                        | |             |                                                                       |               |                                                                                  |               |
| 100 m hs                                                                                | Natalia Christofi Cipro                                                                                       | 14"07       | Arna Stefania Gudmundsdottir Islanda                                  | 14"25         | Gorana Cvijetic Bosnia ed Erzegovina                                             | 14"58         |
| Salti                                                                                   | |             |                                                                       |               |                                                                                  |               |
| Salto in alto                                                                           | Valenty Liashenko Georgia                                                                                     | 1,90        | Claudia Guri Andorra                                                  | 1,75          | non assegnato                                                                    | non assegnato |
| Salto in alto                                                                           | Valenty Liashenko Georgia                                                                                     | 1,90        | Mladena Petrusic Bosnia ed Erzegovina                                 | 1,75          | non assegnato                                                                    | non assegnato |
| Salto in lungo                                                                          | Hafdis Sigurdardottir Islanda                                                                                 | 6,32 m      | Tanja Markovic Bosnia ed Erzegovina                                   | 5,87 m        | Amaliya Sharoyan Armenia                                                         | 5,84 m        |
| Lanci                                                                                   | |             |                                                                       |               |                                                                                  |               |
| Lancio del disco                                                                        | Natalia Stratulat Moldavia                                                                                    | 56,01 m     | Kristina Rakočević Montenegro                                         | 54,07 m       | Androniki Lada Cipro                                                             | 53,12 m       |
| Lancio del martello                                                                     | Hanna Skydan Azerbaigian                                                                                      | 71,41 m     | Marina Nichișenco Moldavia                                            | 64,64 m       | Cathrine Jayne Beatty Cipro                                                      | 57,30 m       |
| Staffette                                                                               | |             |                                                                       |               |                                                                                  |               |
| Staffetta svedese                                                                       | Islanda Thordis Eva Steinsdottir Arna Stefania Gudmundsdottir Hrafnhild Eir Hermodsdottir Anita Hinriksdottir | 2:08.44     | Moldavia Natalia Zdesenco Ludmila Frunze Alina Cravcenco Anna Berghii | 2:12.92       | Cipro Georgia Kontonikola Kalliopi Kountouri Marianna Pisiara Christiana Katsari | 2:14.26       |
| record dei campionati; record nazionale; record personale; record personale stagionale. | |             |                                                                       |               |                                                                                  |               |

## Classifica per punti
| Pos. | Nazione              | Punti |
| ---- | -------------------- | ----- |
| 1    | Moldavia             | 125,5 |
| 2    | Cipro                | 109,5 |
| 2    | Islanda              | 109,5 |
| 4    | Malta                | 70    |
| 5    | Lussemburgo          | 54,5  |
| 6    | Azerbaigian          | 51,5  |
| 7    | Armenia              | 42    |
| 8    | Bosnia ed Erzegovina | 34    |
| 9    | Montenegro           | 28    |
| 10   | Georgia              | 25    |
| 11   | Macedonia del Nord   | 19,5  |
| 12   | San Marino           | 16    |
| 13   | Albania              | 14    |
| 14   | Andorra              | 11    |
| 15   | Kosovo               | 10    |
| 15   | Gibilterra           | 10    |
| 17   | Liechtenstein        | 6     |
| 18   | Monaco               | 4     |

## Medagliere
| Pos. | Paese                | Oro | Argento | Bronzo | Totale |
| ---- | -------------------- | --- | ------- | ------ | ------ |
| 1    | Islanda              | 9   | 11      | 2      | 12     |
| 2    | Moldavia             | 4   | 7       | 4      | 15     |
| 3    | Cipro                | 2   | 4       | 3      | 9      |
| 4    | Azerbaigian          | 2   | 2       | 1      | 5      |
| 5    | Lussemburgo          | 2   | 0       | 0      | 2      |
| 6    | Georgia              | 2   | 0       | 0      | 2      |
| 7    | Kosovo               | 1   | 0       | 0      | 1      |
| 8    | Bosnia ed Erzegovina | 0   | 2       | 1      | 3      |
| 9    | Armenia              | 0   | 1       | 1      | 2      |
| 10   | Montenegro           | 0   | 1       | 0      | 1      |
| 11   | San Marino           | 0   | 1       | 0      | 1      |
| 12   | Albania              | 0   | 1       | 0      | 1      |
| 13   | Andorra              | 0   | 1       | 0      | 1      |
| 14   | Malta                | 0   | 0       | 5      | 5      |